# 比安卡·安布罗塞蒂
比安卡·安布罗塞蒂（義大利語：Bianca Ambrosetti，1914年3月1日—1929年），意大利女子竞技体操运动员。她曾代表意大利获得1928年夏季奥运会体操比赛女子团体全能银牌。她于1929年在摩德納去世。